# Albert de Schleswig-Holstein-Sonderbourg-Glücksbourg
Le prince Albert de Schleswig-Holstein-Sonderbourg-Glücksbourg, (15 mars 1863, Kiel, Duché de Holstein – 23 avril 1948 à Glücksbourg, Schleswig-Holstein, en Allemagne) est le cinquième et le plus jeune enfant de Frédéric de Schleswig-Holstein-Sonderbourg-Glücksbourg et son épouse Adélaïde de Schaumbourg-Lippe et est un neveu de Christian IX de Danemark. Albert est le grand-père de Ernest-Auguste de Hanovre (1954) par sa fille la princesse Ortrud de Schleswig-Holstein-Sonderbourg-Glücksbourg.
Albert est reconnu par un pacte de famille, en 1904, comme possédant des droits de succession pour le Grand-duché d'Oldenbourg, en cas de l'extinction de la lignée Grand-Ducale.

## Mariage et descendance
Albert épouse la comtesse Ortrud d'Ysenbourg et Büdingen (1879-1918), fille du comte Charles d'Ysenbourg (1819-1900) et Büdingen le 14 octobre 1906 à Meerholz, en Allemagne. Albert et Ortrud ont quatre enfants:
- Marie-Louise de Schleswig-Holstein-Sonderbourg-Glücksbourg (8 décembre 1908 – 29 décembre 1969), elle est adoptée en novembre 1920 par Ernest-Gonthier de Schleswig-Holstein qui est un cousin de son père. Elle épouse le baron Rodolphe-Karl von Stengal le 19 avril 1934 et ils divorcent le 10 août 1955. Elle se remarie avec le prince Frédéric-Christian de Schaumbourg-Lippe, le 15 octobre 1962.
- Frédéric-Guillaume de Schleswig-Holstein-Sonderbourg-Glücksbourg (29 décembre 1909 – 6 juin 1940), il meurt de ses blessures reçues au combat l'âge de trente ans.
- Jean-Georges de Schleswig-Holstein-Sonderbourg-Glücksbourg (24 juillet 1911 – 23 juin 1941), il est adopté en novembre 1920 par Ernest-Gonthier de Schleswig-Holstein un cousin de son père. Il est tué au combat à l'âge de vingt-neuf ans.
- Frédéric-Ferdinand de Schleswig-Holstein-Sonderbourg-Glücksbourg (1913-1989) (14 mai 1913 – 31 mai 1989) marié à la duchesse Anastasia de Mecklembourg-Schwerin, le 1er septembre 1943. Ils ont quatre enfants.

Après la mort d'Ortrud, Albert se remarie avec la princesse Hertha d'Ysenbourg et Büdingen (1883-1972), fille de Bruno d'Ysenbourg et Büdingen (en) et de la comtesse Berthe de Castell-Rüdenhausen, le 19 septembre 1920 à Büdingen, Hesse, Allemagne, et ont une fille.
- La princesse Ortrude de Schleswig-Holstein-Sonderbourg-Glücksbourg (19 décembre 1925 – 6 février 1980), elle épouse Ernest-Auguste de Hanovre (1914-1987) le 4 septembre 1951.